# Zbigniew Dąbrowski (polityk)
Zbigniew Jan Dąbrowski (ur. 1 marca 1931 w Surażu, zm. 8 lipca 1983) – polski działacz partyjny i oświatowy, poseł na Sejm PRL VIII kadencji.

## Życiorys
Urodził się w rodzinie robotniczej. W latach 1949–1956 należał do Związku Młodzieży Polskiej. W 1956 przystąpił do Polskiej Zjednoczonej Partii Robotniczej. Był zastępcą przewodniczącego Wojewódzkiej Rady Narodowej w Białymstoku.
W 1954 ukończył studia pierwszego stopnia w Wyższej Szkole Pedagogicznej w Warszawie, po czym pracował w szkolnictwie. Był nauczycielem w Liceum Ogólnokształcącym w Ełku, następnie w Liceum Ogólnokształcącym w Białymstoku. Ponadto uzyskał wykształcenie wyższe z filologii polskiej na Uniwersytecie Warszawskim w 1961. Od 1957 pełnił funkcje we władzach oświatowych województwa białostockiego, a od 1978 zajmował stanowisko dyrektora Wojewódzkiej Biblioteki Publicznej w Białymstoku.
24 września 1981 uzyskał mandat posła na Sejm PRL VIII kadencji w okręgu Białystok, zastępując Władysława Juszkiewicza. Zasiadał w Komisji Kultury i Sztuki. Zmarł w trakcie kadencji.

## Odznaczenia
- Krzyż Kawalerski Orderu Odrodzenia Polski
- Złoty Krzyż Zasługi
- Srebrny Krzyż Zasługi
- Srebrny Medal „Za zasługi dla obronności kraju”
- Brązowy Medal „Za zasługi dla obronności kraju”
- Srebrne Odznaczenie im. Janka Krasickiego